# Chaussée Brunehaut
Pour les articles homonymes, voir Brunehaut.
Le nom de « chaussée Brunehaut » est donné dès le Moyen Âge à plusieurs routes dont l’origine n'est pas définie. Généralement longues et rectilignes, elles semblent avoir relié les cités de la Gaule belgique.

## Hypothèses

### Hypothèses anciennes
Jacques de Guyse, au XIVe siècle, raconte, au commencement de ses Annales, qu'un archidruide, appelé Brunehilde, gouverneur, vers l'an 1026 av. J.-C., du formidable royaume de Belgis, fit établir sept grandes routes partant de sa capitale, lesquelles avaient toutes cent pieds de large, et dont quatre étaient recouvertes de briques cuites, ornées de colonnes de marbre et bordées d'allées de chênes. De là venait tout naturellement le nom de chaussées Brunehaut. Mais cette étymologie n'a pas satisfait les savants.
Un grand nombre d'érudits[Lesquels ?] pensent que Brunehaut, fille d'Athanagild, roi des Wisigoths, et épouse de Sigebert Ier, roi d'Austrasie, princesse qui mourut en 613, construisit ces routes, ou plutôt répara d'anciennes voies romaines auxquelles le peuple donna son nom. Cette dernière supposition paraît jusqu'ici la plus raisonnable. Un grand nombre d'écrivains[Lesquels ?] se sont exercés sur cette matière, tels Nicolas Bergier (1567-1623) dans Histoire des grands chemins de l'Empire romain et Grégoire d'Essigny (1787-1822) dans Mémoire sur la question des voies romaines, vulgairement appelées Chaussées Brunehaut, qui traversent la Picardie.
Dom Grenier, savant religieux de Corbie du XVIIIe siècle, fait remonter l’étymologie du nom Brunehaut à deux mots celtiques signifiant « hauteur de cailloux ». Un historiographe[Qui ?] veut qu'on écrive et qu'on prononce chaussées Bruneaux.

### Critique des historiens du XIXe siècle
Les historiens du XIXe siècle ont assez généralement reconnu les chaussées Brunehaut comme romaines : de constructrice, la reine d’Austrasie, vit progressivement ses travaux réduits à de simples réfections. Mais c’était encore trop, et bientôt on s’avisa qu’il était peu vraisemblable qu’elle ait entamé en Neustrie, terre étrangère sinon ennemie, quelques travaux que ce soit, fussent-ils d’entretien.
Pour Camille Jullian  : «C’est une fantaisie d’érudit, de poète ou d’écolâtre, postérieur à la Renaissance carolingienne et sans le moindre rapport avec la réalité, la reine franque n’ayant jamais rien fait pour les routes.» Le questionnement historique sur l’origine des chaussées Brunehaut est donc sans réponse. Tout est dit, mais on n’a rien expliqué, car ces dénominations se sont largement répandues avant même que n’apparaissent les premières «légendes».

### Etat actuel des connaissances

#### Origines des chaussées Brunehaut
Il pourrait s’agir de voies gauloises, peut-être établies sur des pistes néolithiques, restaurées et entretenues par les Romains.
Quoi qu’il en soit, seule la période d’utilisation par les Romains est attestée par des sources convergentes : bornes milliaires, Colonne milliaire de Tongres, Table de Peutinger, Itinéraire d'Antonin.
On peut dire sans s’avancer beaucoup qu’il préexistait un réseau de voies gauloises qui a certainement favorisé la relative rapidité de la conquête de la Gaule par les Romains. S’il ne parle pas explicitement de ce réseau, Jules César ne se plaint d’aucune difficulté de déplacement et, accessoirement, il nous renseigne sur l’un ou l’autre ouvrage, comme le pont qu’il trouve sur l’Aisne où il établit un campement. Précisons que les Romains, qui mesurent les voies de tout leur empire en milles (milia), continueront à utiliser dans le Nord de la Gaule la lieue gauloise (leuga). Ajoutons encore que de nombreux noms de véhicules romains sont d’origine gauloise : carrus, carpentum, rheda ou raeda, petorritum, cisium et capsum qui attestent du savoir-faire des charrons gaulois.

#### Localisation des chaussées Brunehaut
Un érudit belge, Jules Vannérus, a établi que toutes les routes qui portent depuis le Moyen Âge le nom de Brunehaut sont situées en pays de langue romane et les plus anciennes mentions se rencontrent en Artois et en Picardie. C'est à Douriez en 1205 que ce nom apparaît pour la première fois ; en 1242 à Saint-Léger-lès-Domart ; en 1248 à Domart-en-Ponthieu ; jusqu'en 1260 la région semble en avoir le monopole. Il y a là quelque chose de singulier, la reine Brunehaut n'a jamais régné sur ces provinces et c'est pourtant là que sa popularité semble la mieux établie, sauf à penser qu'il n'y a aucun lien entre la reine franque et le nom attribué à ces routes bien après sa disparition. Aujourd'hui encore, l'origine du toponyme Chaussée Brunehaut n'est toujours pas établie.

## Les légendes
« S’il y a Province de l’ancien Empire des Romains, où les Grands Chemins par eux faits paroissent encore entiers, c’est principalement nostre Gaule Belgique, en laquelle lesdits chemins sont réconnu de tous, sous le nom de Chaussées de Brunehault, ou de Chemins ferrez : sur le sujet desquels ont esté faits plusieurs contes à plaisir, tant par escrit que par paroles, qui ne s’accordent pas bien ensemble : & moins encore avec la vérité de l’Histoire. Or ceux qui en ont escrit, alléguent pour Auteur desdits Chemins un anciens Roy des Belges, nommé Brunehaldus : & ceux qui en parlent ordinairement, tiennent comme par certaine traditive, que c’est la Reine Brunehault, femme de Sigebert Roy d’Austrasie, qui les a fait faire. »
L’une et l’autre de ces hypothèses cherchent à expliquer des dénominations déjà bien établies. Quelques mentions antérieures à ces légendes le confirment.

### Le roi-druide et grand-prêtreBrunehaut, BrunehildisouBrunéhulde
Le premier récit légendaire, bien oublié aujourd’hui et relégué depuis longtemps au rang des fables, nous est connu par Jean Wauquelin dans ses Chroniques du Hainault, manuscrit du XVe siècle, chef-d’œuvre d'enluminure. Cette traduction de Jean Wauquelin des Annales historiae illustrium principum Hannoniae rédigées à la fin du XIVe siècle par Jacques de Guyse, faite sur commande de Philippe le Bon, fondateur de l’Ordre de la Toison d'or, « par laquelle exposicion et translacion au plaisir de Dieu polra a tous oans et lisans, plainement apparoir la noble procreacion et lignie, et comment est descendus mon dit tres redoubté et tres puissant seigneur du hault, noble et excellent sang des Troyens. » Le mythe de l'origine troyenne est un lieu commun des chroniques médiévales. La dynastie mérovingienne la première s’en réclame dans les chroniques de Frédégaire. Le modèle est bien sûr l’Énéide. 
Selon les chroniqueur médiévaux, Bavo (parfois nommé « Bavo-le-Brun » (Bavo Brunus ou Bavonis bruni en latin) par J. de Guyse), de la famille de Priam, fuyant la ville de Troie investie, gagna après maintes aventures (via l'Afrique et l'Angleterre) une terre hospitalière où il fit bâtir une cité qu’il appela « Belges » (l'actuelle Bavay). Sept routes, dédiées aux planètes Jupiter, Mars, Vénus, Saturne, Mercure, le Soleil et la Lune, partaient de sept des 9 temples de la cité. Mais l’instauration d’une monarchie élective sonna le déclin de la « cité de Belges ». La restauration, permit un nouvel essor, et mille ans av. J.-C., « Brunehildis », druide et roi, fit paver les sept « chaussées générales » joignant « Belges » aux limites de son royaume. À cause d’un retour fatal aux monarchies électives, les Belges perdirent leur unité et ne purent résister aux invasions romaines. Selon Jacques de Guyse, c'est Brunéhulde, présenté comme « Grand-prêtre » qui a « fait établir sept grandes routes, partant de la ville de Belgis, conduisant dans tous les pays, et nommée encore aujourd’hui voies ou chaussées de Brunéhulde ou Brunéhaut ».
Cette origine des chaussées Brunehaut resta populaire jusqu’au XVIe siècle, mais ne résista pas à la mise aux rebut par les historiens du mythe des origines troyennes. Aujourd’hui, sur la colonne de Bavay, l’ancienne « cité de Belges », on peut lire ce qui a été conservé d’une autre légende, celle de la Reine Brunehaut.

### La reine Brunehaut

#### Les légendes

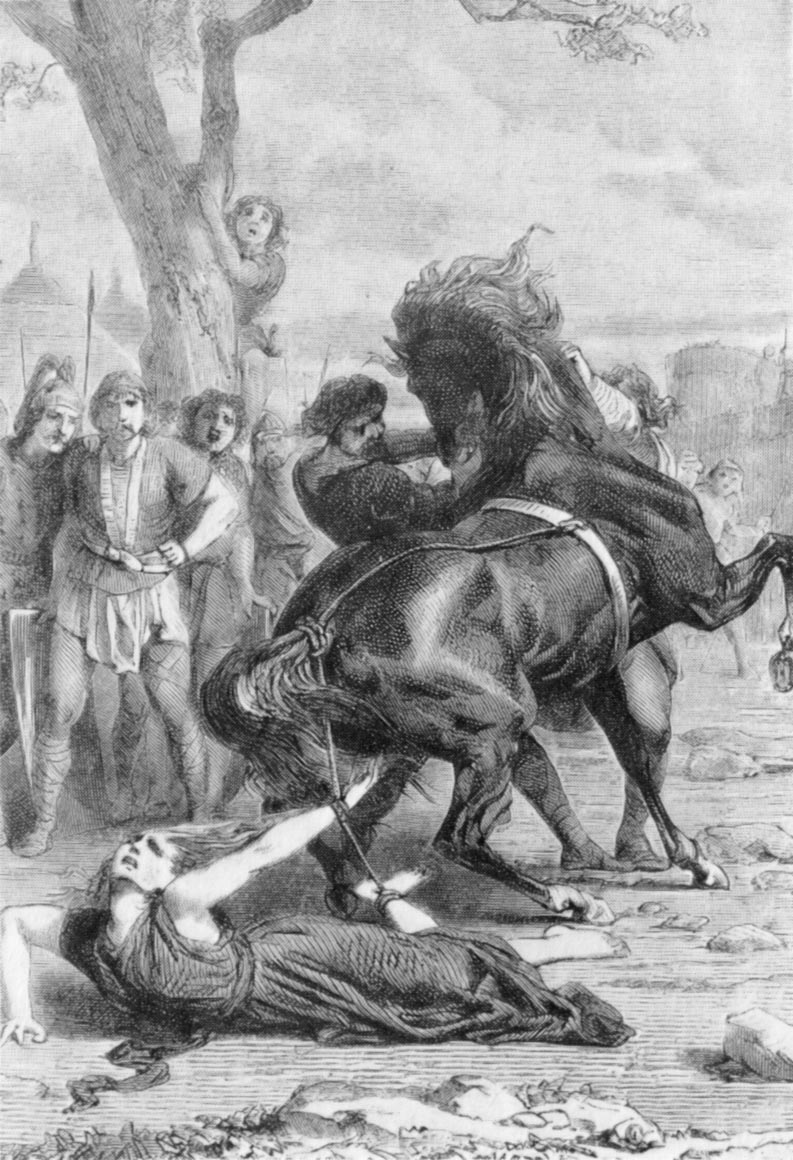
Mise à mort de Brunehaut.

La seconde légende, bien que moins vraisemblable dans son récit, a été conservée par les historiens, sous une forme rationalisée, jusqu'au XXe siècle. Après en avoir ôté le fantastique, il leur restait une reine Brunehaut, dont ils ne remettaient point en doute l’historicité, et qui avait bien pu peut-être au moins restaurer ces chaussées. Un petit passage du très volumineux Myreur des Histors, chronique universelle du XIVe siècle par Jean d'Outremeuse, mérite d’être cité dans son intégralité : chaque phrase est riche d’enseignement, mais la lecture en est aujourd’hui malaisée.
Une légende cruelle, dont l’origine ne date que du XVe siècle, dit qu’elle aurait été suppliciée par Clotaire II, traînée par un cheval sur une de ces routes. En Belgique et dans le Nord de la France, cette légende précisait que ces routes correspondraient aux traces qu’aurait laissées derrière elle la reine Brunehaut, emmenée à toute vitesse, en ligne droite par monts et par vaux, derrière son cheval. Une autre légende en faisait la mère de Jules César[réf. nécessaire].

#### La mort tragique de Brunehaut
Les chroniques du temps, La Vie de Saint Didier, La Passion de Saint Didier du roi Sisebut, la continuation de la Chronique d'Isidore de Séville, La Vie de Saint Colomban de Jonas de Bobbio, et la Chronique de Frédégaire rapportent la fin tragique de la reine Brunehaut. Une fois tombée entre ses mains, elle fut mise en jugement par son neveu Clotaire II et condamnée à mort.

Après un rituel d'humiliation, elle fut mise à mort selon une pratique extraordinaire, inusitée chez les mérovingiens (traînée attachée à l'arrière d'un cheval ou de chevaux courant au galop). Elle subit le rituel d'élimination des souverains détrônés du Bas-Empire romain. Cette mort violente assura sa postérité. Comme l'écrivit l'historien Bruno Dumézil : 

« Le long massacre de Brunehaut, au lieu d'abolir sa mémoire, préserva son souvenir et laissa place à la constitution d'une légende. »

## Traces des chaussées Brunehaut

### La colonne de Bavay

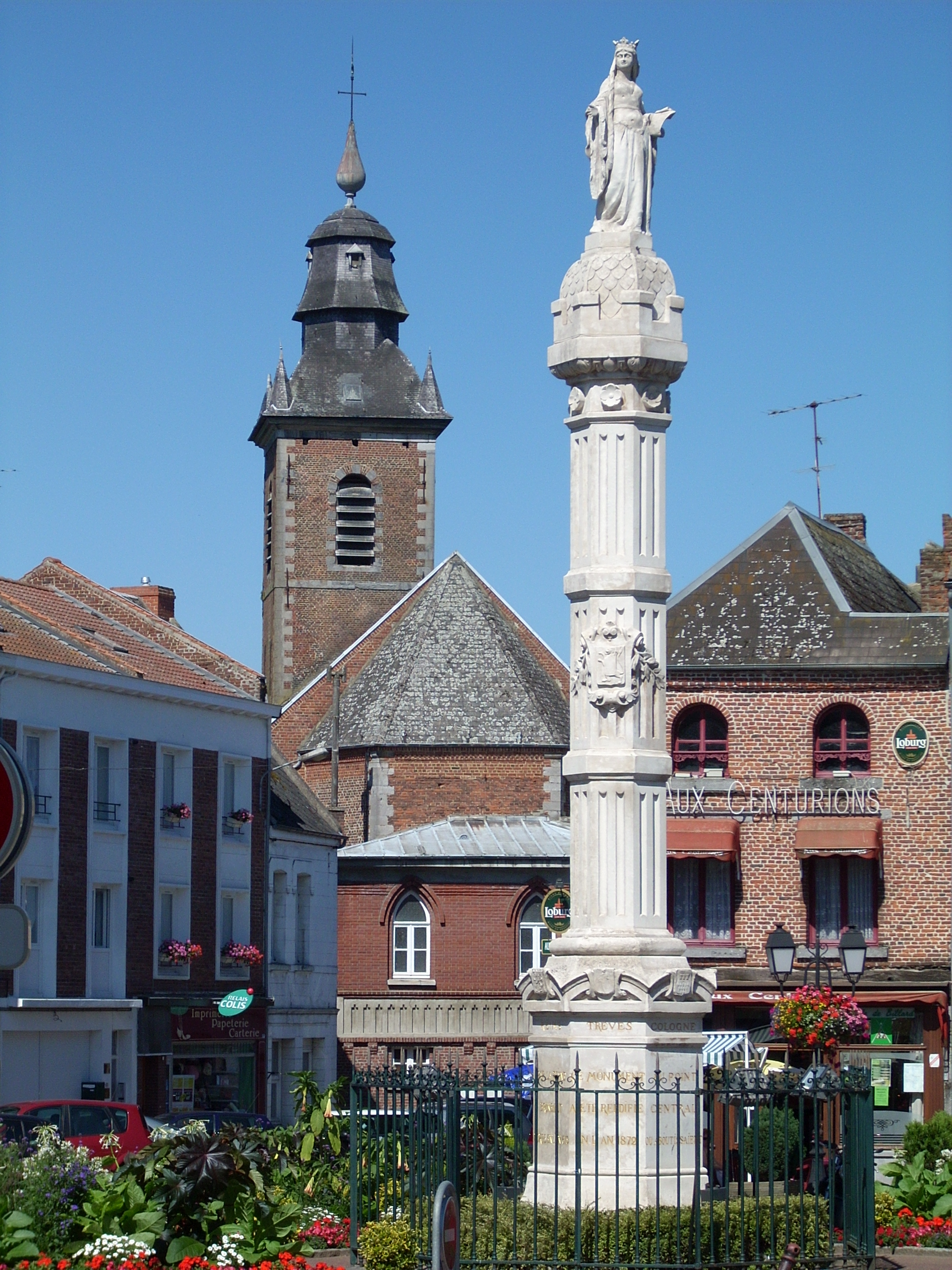
La colonne Brunehaut à Bavay.

La petite ville de Bavay dans le Nord, dont l’importance à l’époque gallo-romaine n’a vraiment été reconnue que depuis la mise au jour de ses ruines imposantes par les bombardements de 1940, est le point de départ de sept chaussées Brunehaut.
Placée au centre d’un nœud routier, Bavay était le passage obligé entre la Germanie et le port de Boulogne-sur-Mer, tête de pont vers la Bretagne (Grande-Bretagne actuelle). Les autres voies, sept au total, reliaient la cité des Nerviens aux capitales des cités des peuples voisins (Amiens via Arras, Tongres, Cassel, Trèves à l’est et Reims au sud). Sa position est stratégique sur le plan militaire, mais très vite ces voies à vocation militaire (le futur empereur Tibère transite à Bavay avec ses armées vers l'an 4) sont utilisées à des fins commerciales.
Au centre de la place du bourg, une colonne heptagonale monumentale, érigée en 1872, surmontée de la statue de Brunehaut, reine d’Austrasie, mentionne, sur ses sept faces, sept directions.
Les destinations en sont des capitales administratives de la Gaule belgique, et le texte résume bien les conceptions du XIXe siècle sur l’origine des chaussées Brunehaut.
| TOURNAY            | AMIENS           | SOISSONS           | REIMS             | TRÈVES         | COLOGNE          | UTRECHT            |
| ------------------ | ---------------- | ------------------ | ----------------- | -------------- | ---------------- | ------------------ |
| CES VOIES          | MARCUS AGRIPPA   | VERS L’AN 25       | PAR LA REINE      | CE MONUMENT    | AU POINT         | LES SEPT CHAUSSÉES |
| FURENT CONSTRUITES | LIEUTENANT       | AVANT JÉSUS-CHRIST | BRUNEHAUT         | A ÉTÉ RÉÉDIFIÉ | CENTRAL          | ROMAINES           |
| PAR                | DE CÉSAR AUGUSTE | ET RESTAURÉES      | MORTE EN L’AN 613 | EN L’AN 1872   | OÙ ABOUTISSAIENT | DITES DE BRUNEHAUT |

Ce monument, qui a résisté miraculeusement aux bombardements, en remplaçait un autre comme l'atteste l’inscription. Celui-là, érigé en 1806 et conservé au musée de Bavay, indiquait sept destinations étonnantes.
| RECONSTRUIT | EN 1806 POUR | L’INDICATION | SEPT CHAUSSÉES | BRUNEHAUDT | CONDUISANT AUX | MERS - MONUMENT |
| A           | A            | A            | A              | A          | A              | A               |
| OSTENDE     | DIEPPE       | SAINT-MALO   | VENISE         | HAMBOURG   | MASTRICHT      | ANVERS          |

Ce monument reconstruit en remplaçait donc aussi un autre qui aurait été transféré au musée de Douai où il est peut-être encore. Quoi qu’il en soit, son inscription recopiée en 1809 par J. de Baste nous suggérait déjà que ces chaussées se prolongeaient jusqu’aux mers, et Camille Jullian avait déjà fait le rapprochement avec la définition de la « via militaris » du code de Justinien : « Les voies militaires aboutissent aux mers, aux villes, aux fleuves ou à d’autres voies militaires ». Mais les destinations avaient conservé un caractère utilitaire. Le chronogramme de ce monument nous donne l’année 1766 (MDCLLLVVVI).
| La fIn              | Des sept            | ChaVssees          | brVnehaVLt       |                   | Les Mers           | seront           |
| chavssee de tovrnay | chavssee de cambray | chavssee dv cateav | chavssee de pons | chavssee d’avette | chavssee de bintch | chavssee de mons |

Or une colonne est mentionnée bien auparavant. Au XVIe siècle, elle est décrite plus d’une fois et représentée au beau milieu de la place sur le plan de Bavay de Jacques de Deventer. Jacques Lessabé écrit, en 1534, que l’on peut voir sur la place de Bavay (Belgense) une grande colonne de pierre à degrés d'où partent sept voies royales qui ont conservé le nom de Brunehilde, leur constructrice. On peut imaginer avec Jules Vannérus qu’une colonne semblable à celle de Tongres fut érigée durant la période romaine, et restaurée au cours des siècles.

### Des chaussées Brunehaut multiples
La source principale de nos connaissances sur les « chaussées Brunehaut » est une enquête de Jules Vannérus publiée en 1938. Il y a réuni un nombre impressionnant de mentions anciennes tirées de documents administratifs et judiciaires. Ces dénominations, qui s’appliquent à des voies reconnues romaines par d'autres, se concentrent en Picardie, en Artois et dans l’ancien Hainaut autour de Bavay, mais s’étendent sporadiquement bien au-delà. Dès la Renaissance, les antiquaires l’avaient déjà reconnu.
Entre parenthèses, les grands chemins antiques sans dénomination « Brunehaut ».
- Au départ de Bavay
  - vers Dinant et Trèves
  - vers Tongres et Cologne
  - vers Anvers et Utrecht
  - vers Gand et Bruges
  - vers Valenciennes et Tournai
  - vers Cambrai et Amiens
  - vers Vermand et Beauvais[21]
  - vers Avesnes et Reims[22]
- Au départ de Tongres
  - vers Bavay
  - (vers Amay, Arlon et Metz)
  - vers Herstal et Trèves
  - vers Cologne
  - (vers Tirlemont et Boulogne)

### Chaussées Brunehaut dans le Nord-Pas-de-Calais
- L’ancienne voie romaine qui relie Arras à Boulogne-sur-Mer par Thérouanne et Desvres (actuelle D 341, déclassement de la N 341) est encore officiellement nommée Chaussée Brunehaut. Toutefois le tracé de la voie romaine et de la Chaussée Brunehaut s'écarte de la D 341 juste avant l'entrée de Rebreuve-Ranchicourt pour la rejoindre quelques kilomètres plus loin, dans la ville de Divion (en traversant les communes de Rebreuve-Ranchicourt et Houdain. Sur ce tronçon, c'est une voie communale étroite desservant des champs, goudronnée entre Rebreuve et Houdain, puis en terre battue jusqu'à Divion.
- La D 932, qui correspond à un déclassement de la RN 32, et qui relie Bavay à Nauroy, portion de l'ancienne voie Bavay-Vermand (Aisne)-Beauvais (Oise), est couramment appelée « chaussée Brunehaut » (par exemple à Estrées ou à Englefontaine).
- Reliant Montreuil à la capitale picarde, la chaussée Brunehaut fait apparaître un tracé parfaitement rectiligne entre Brimeux et Amiens, même si quelques interruptions et un angle cassent sa perfection.
- De la vallée de la Canche, l’ancienne voie romaine (maintenant désignée sous le nom de D 129) passe un peu à l’écart de Campagne-lès-Hesdin après avoir laissé sur son côté ouest le hameau de « Brunehaut-Pré » puis change légèrement de cap pour traverser et dépasser la D 939 et retrouver son axe pour une courte distance à partir de Saint-Rémy-au-Bois.

### Chaussées Brunehaut dans la Somme
On en relève au moins trois, rayonnant à partir d’Amiens, où elles reprennent bien souvent le tracé de la via Agrippa :

#### À l'ouest d'Amiens
Les cartes de grande diffusion elles-mêmes mentionnent celle qui s’étire vers le nord-ouest.
- De Ponches-Estruval à Surcamps :

Traversant la vallée de l’Authie, la chaussée pénètre dans le département de la Somme, la ligne droite atteint Ponches-Estruval, pour ne se matérialiser à nouveau (sur des cartes à l’échelle 1 / 50 000e) qu’au sud de Dompierre-sur-Authie et à l’est de la D 111.
La ligne droite de la D 108 en est alors très « pure » sur 28 km, jusqu’à Surcamps, après avoir traversé ou longé successivement Estrées-lès-Crécy, Brailly-Cornehotte, Noyelles-en-Chaussée, Yvrencheux, Yvrench, Oneux, Coulonvillers, Cramont et Domqueur.
- De Surcamps à Amiens :

À l'est de Surcamps, une bifurcation au franchissement de la D 216 permet de rejoindre la chaussée Brunehaut, par un chemin actuellement non bitumé, Saint-Ouen et de traverser la vallée de la Nièvre. Au-delà de cette localité, le bitume ne recouvre à nouveau plus la voie romaine, qui s’incline un peu vers le sud-est à la traversée de la D 112, entre Ville-le-Marclet et Vignacourt, et jusque Saint-Vaast-en-Chaussée, village à partir duquel elle porte le nom de D 12 jusqu’à Amiens.

#### À l'est d'Amiens
- La traversée de villages parfaitement alignés sur la D 1029, juste à l’est depuis les Hortillonnages d’Amiens, en direction de Vermand, fait découvrir plusieurs plaques de rues portant ce nom, dans le Santerre, au-delà de Villers-Bretonneux et plus précisément depuis Foucaucourt-en-Santerre jusqu’à Estrées-en-Chaussée et Mons-en-Chaussée (actuelle commune d’Estrées-Mons). Sont donc aussi concernées au moins les communes de Estrées-Deniécourt, Villers-Carbonnel et Brie.
- La route allant d'Amiens à Roye (D 934) est également nommée « chaussée Brunehaut », elle passe sur le territoire de la commune Fresnoy-en-Chaussée. On trouve notamment cette dénomination dans la traversée de la commune de Bouchoir.

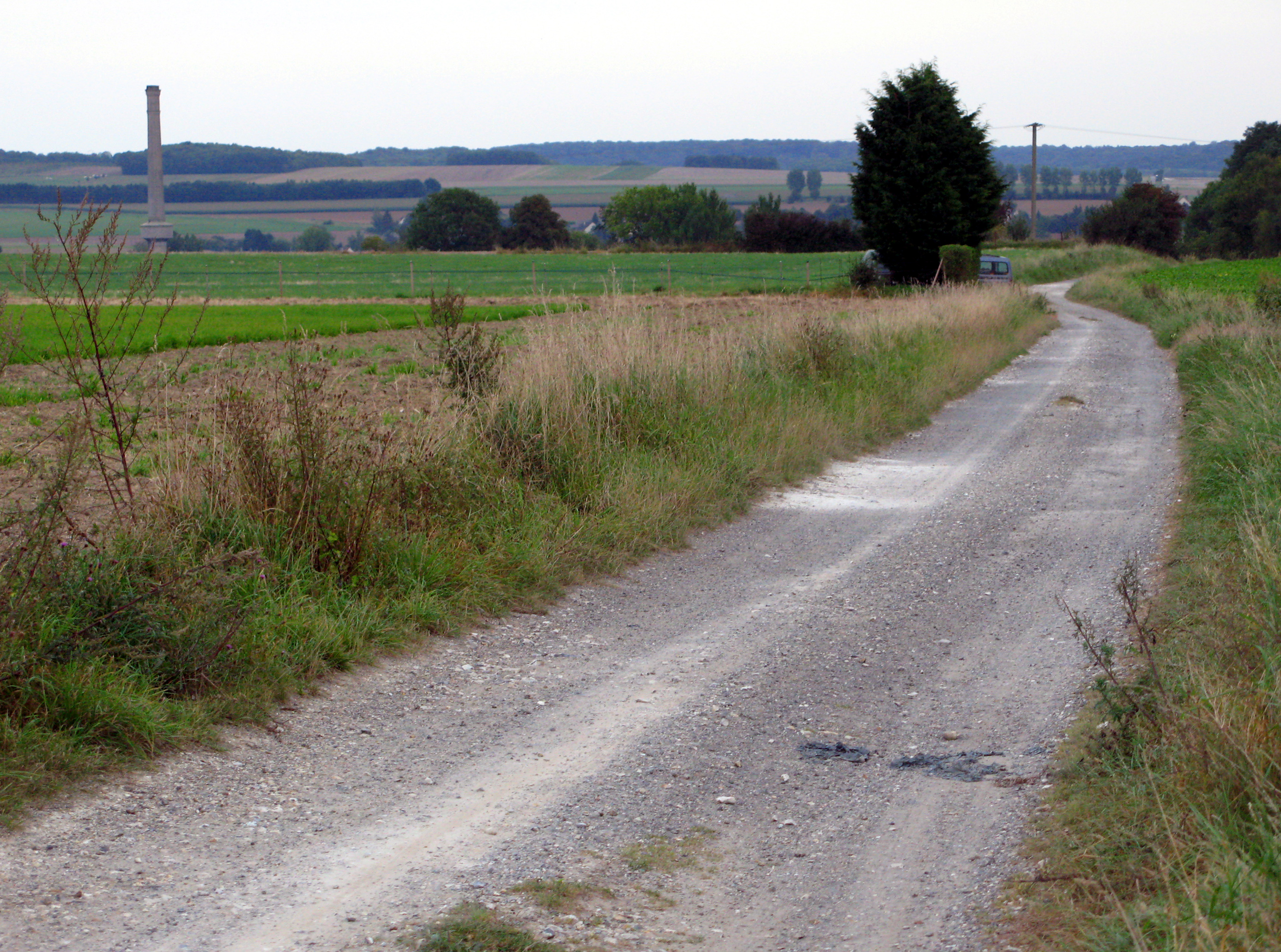
Dernières centaines de mètres (en pente légère) de chemin caillouteux avant d’atteindre les premières maisons de Saint-Ouen.
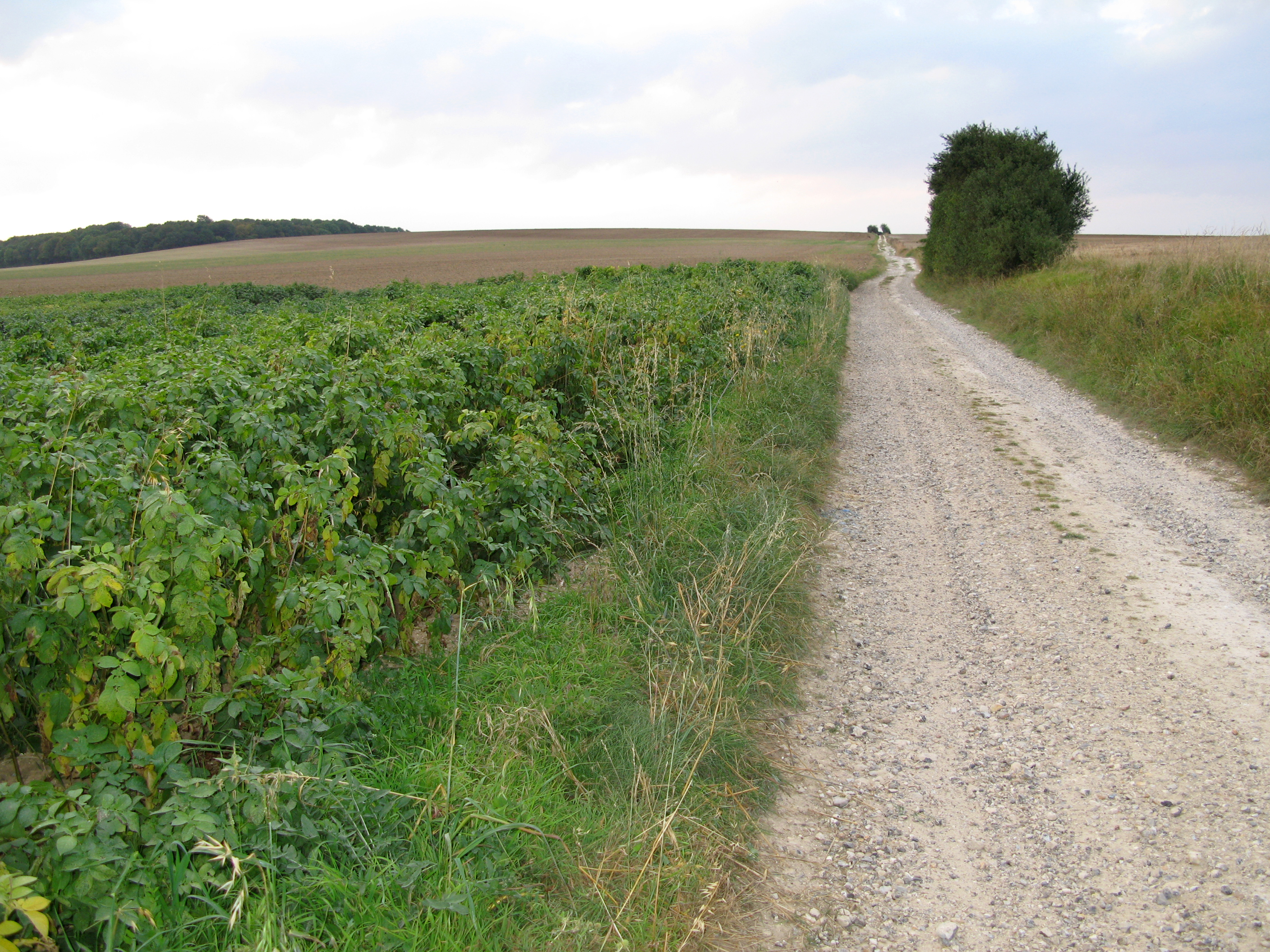
Portion empierrée et montante de la chaussée Brunehaut, entre Surcamps et Saint-Ouen. La vue est prise en direction du nord-ouest, vers Surcamps.
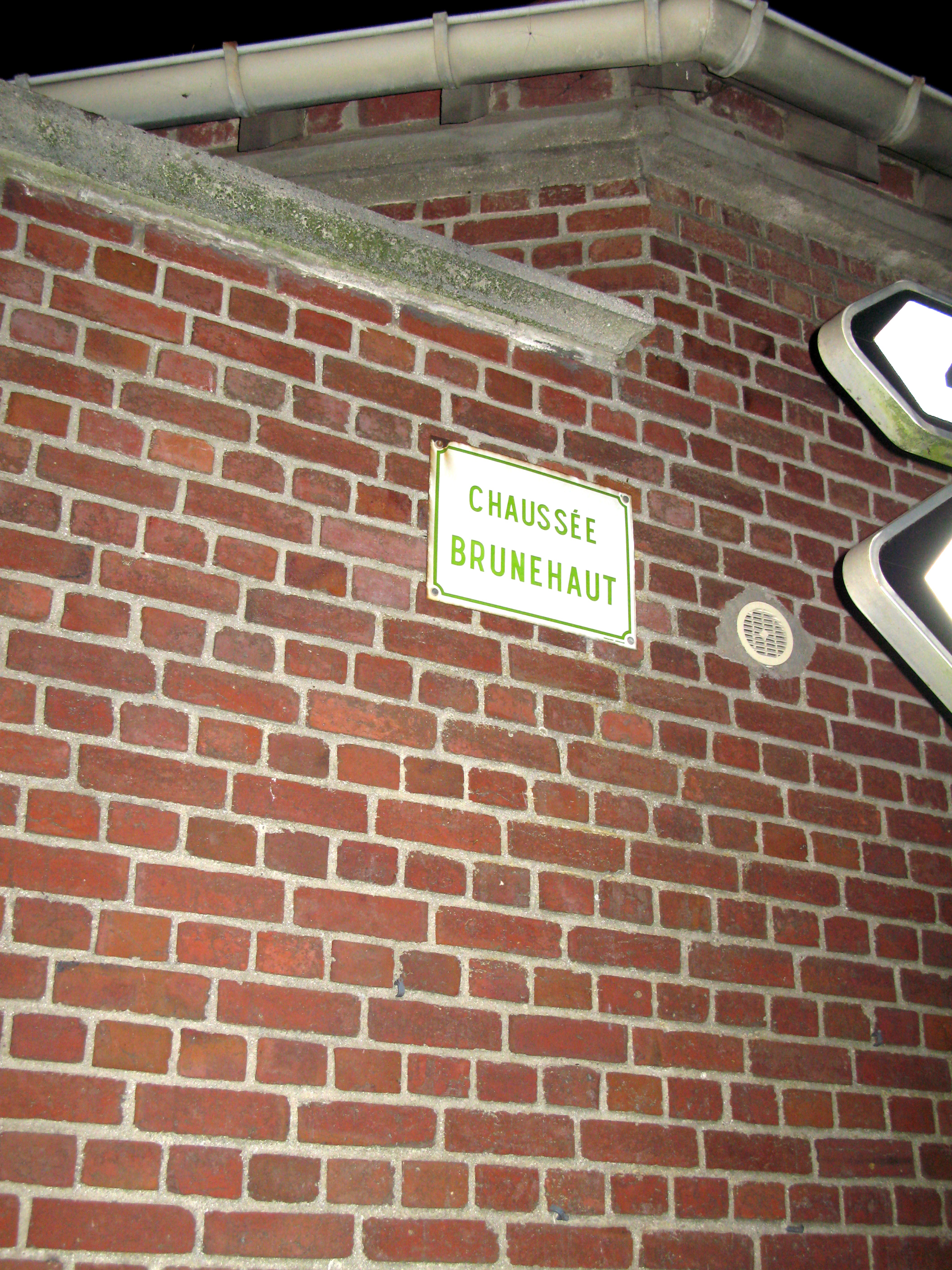
Plaque de rue à Estrées-Deniécourt, visible en 2007.

### Chaussée Brunehaut dans l'Aisne et l'Oise
Une voie romaine, reliant Soissons à Beauvais en passant par Senlis, est désignée sous le nom de « chaussée Brunehaut », traverse les régions naturelles du Soissonnais et du Valois, dans les départements de l'Aisne et de l'Oise.
Cette voie démarre en fait à 11 kilomètres de Soissons au Hameau de Pontarcher, près du Camp Romain d'Airlaines, à Ressons-le-long, longe les villages d'Ambleny et de Montigny-Lengrain, traverse ensuite les villages de Hautefontaine, Chelles et Saint-Étienne-Roilaye puis arrive à Pierrefonds, traverse la Forêt de Compiègne, jusqu'au site de Champlieu, puis traverse Béthisy-Saint-Pierre, traverse la vallée de l'Automne jusqu'à la commune de Rully puis Senlis. Elle pénètre ensuite la forêt de Chantilly au nord des étangs de Commelles puis tourne vers Coye-la-Forêt pour gagner Luzarches.
Une chaussée Brunehaut est mentionnée de Vic sur Aisne à Cuts en jonction avec la route reliant Soissons à Noyon via Blérancourt.
Chaussée Brunehaut mentionnée partant plein nord de Soissons, plus exactement entre Pommiers et Pasly (oppidum) et remontant via Condren, Vouel vers Essigny le Grand au sud de Saint Quentin. A noter que cette chaussée passe à proximité immédiate de la pierre Laye (dolmen) non loin de Pasly.
Chaussée Brunehaut au départ de Vermand (oppidum) et non de Saint Quentin( ville romaine) remontant plein nord-est vers Bavay. 

### Chaussée Brunehaut dans le Val-d'Oise
Dans le Val-d'Oise, la chaussée Brunehaut désigne une voie romaine nommée ainsi depuis le Moyen Âge. La chaussée reliait Chartres à Beauvais en traversant le Vexin français par Meulan, Vigny et Marines.

### Chaussée Brunehaut dans la Marne
Peut-être un des tronçons de la précédente, une voie est ainsi dénommée à Fismes, entre Soissons et Reims, dans le prolongement de la voie historique que suivaient les souverains sur la route de leur sacre à Reims.

### Chaussées Brunehaut dans le Hainaut belge

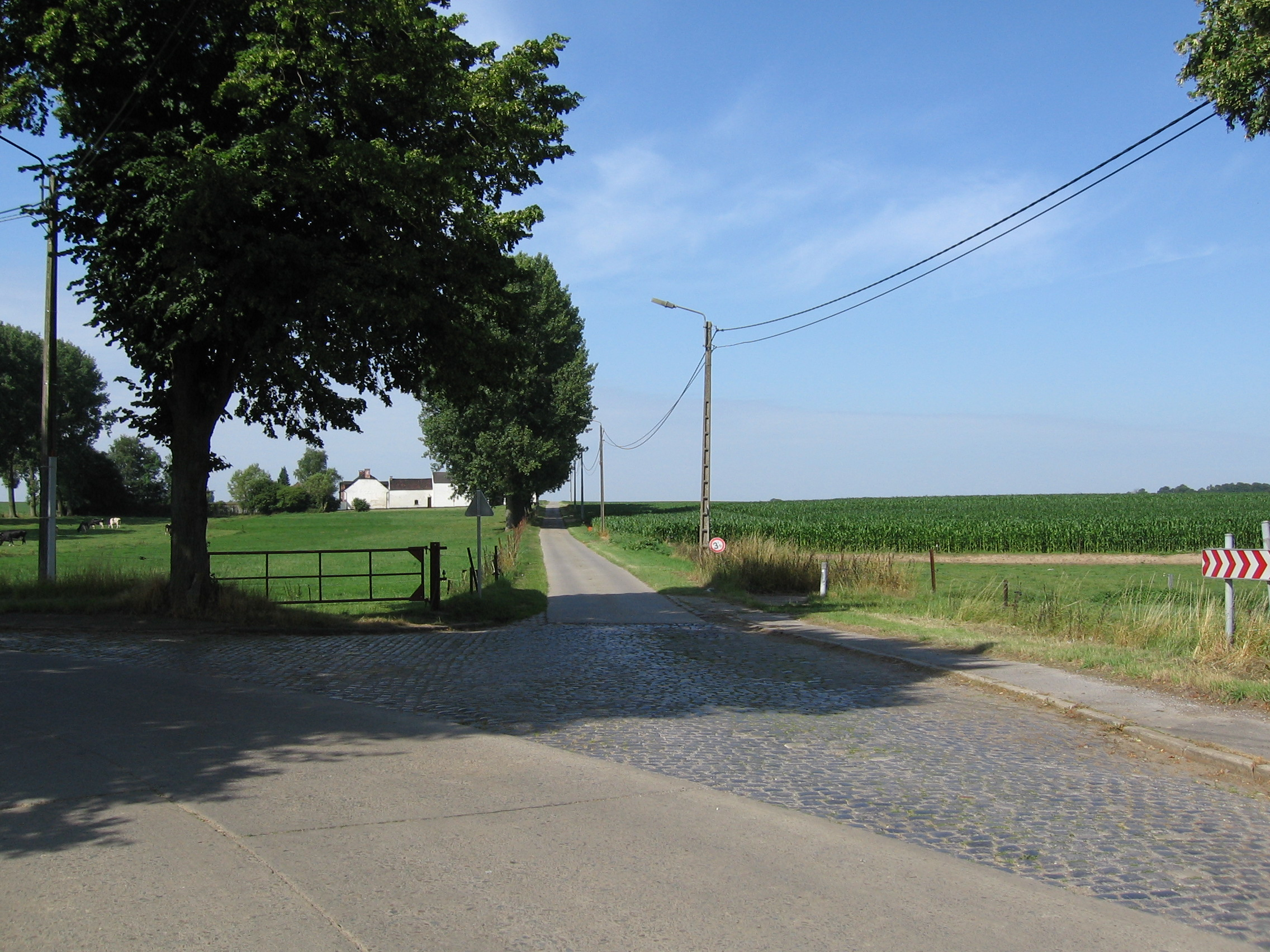
Chaussée Brunehaut à Villers-Perwin (Hainaut).

À Nimy, une ancienne voie romaine est encore officiellement dénommée « chaussée Brunehault ». Cette ancienne chaussée romaine reliait Bavay à Utrecht. La portion de voie subsistant aujourd’hui relie Mons à Enghien et Asse (N285) et porte successivement les noms de « chaussée Brunehault » - « Grand Chemin » - « Assesteenweg » (chaussée d’Asse).
À Blicquy, l'ancienne voie romaine vers le Nord (vers Gand et Bruges) se divise en deux, l'une allant vers Velzeke en passant par Ligne, Flobecq (où fut découvert la fameuse « enseigne de Puvinage » et gagnant la Flandre par Brakel, l'autre allant vers la Mer du Nord et la côte de l'époque, située vers Oudenburg et passant par Frasnes-lez-Anvaing (où fut retrouvé le fameux « trésor de Frasnes » aujourd’hui exposé au Metropolitan Museum of Art de New York), puis poursuivant en Flandre via les hameaux de Tribury et Paillaert (Renaix), Kwaremont (Quaremont) et Kaster, où les traces se perdent.
Pour le chroniqueur médiéval Jacques de Guyse qui cite « les chaussées de Brunehaut » dans le titre du tome premier de son histoire du Hainaut, Bavay était autrefois une ville d'importance, nommée Belge.
Une voie romaine reliait Bavay à Cologne. En province de Hainaut, la portion entre la frontière franco-belge et Morlanwelz en passant près de Binche est toujours surnommée « chaussée Brunehault » et est officiellement classifiée route nationale 563. Au-delà, les autres tronçons subsistants s'appellent successivement « rue Haute Chaussée » - « chaussée Romaine » - « rue de la Chaussée » - « chaussée Brunehault » - « chemin du Vicus » et « rue de la Couronne ».

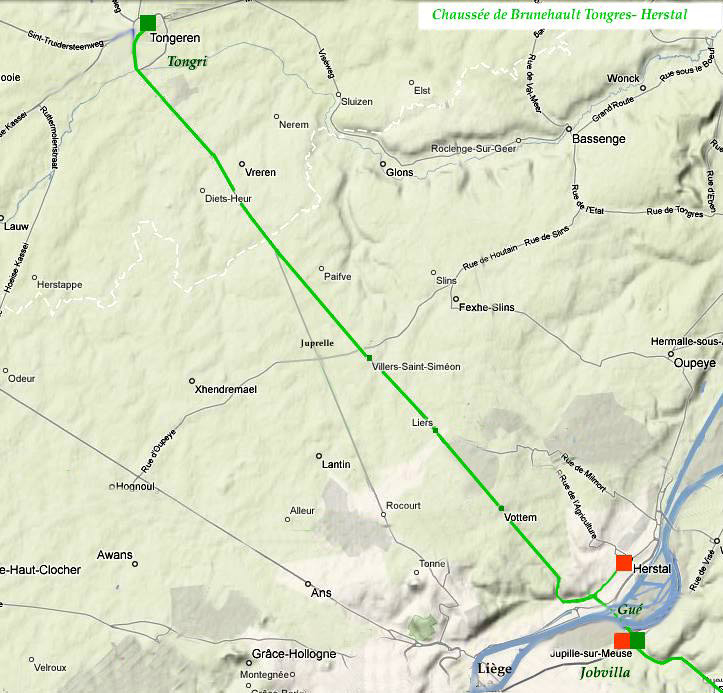
Axe romain de la voie de Tongres à Aix-la-Chapelle jusqu'au gué de Herstal appelée actuellement chaussée Brunehault sur un tronçon.

### Chaussée Brunehaut en Lorraine belge
Des sections de la voie Reims - Trèves sont dénommées « chaussée Brunehault » sur les cartes de l'Institut géographique belge entre le sud de Florenville et Arlon. Le long du parcours : Williers (France) ancien poste défensif sur un éperon barré, Chameleux (Florenville, Belgique) vestiges d'un relais, le lieu-dit « tour Brunehaut » au sud de Izel (ville de Chiny), ancien temple romain, Étalle, relais édifié au passage de la Semois, Arlon, ancien vicus trévire sur une colline au pied de laquelle court la rivière La Semois.

### Chaussée Brunehaut de Tongres à Aix-la-Chapelle
Une chaussée - axe romain - de Tongres à Aix-la-Chapelle et de Tongres à Trèves passait par le gué de la Meuse entre Coronmeuse (Herstal) et Jupille-sur-Meuse. C'est une ligne droite, passant par Villers-Saint-Siméon, Liers et Vottem, dont quasi tous les éléments sont encore présents. Elle a été abandonnée quand le pont des Arches de Liège a été mis en service au Moyen Âge. Elle aboutissait à Bernalmont, et puis descendait du plateau par deux chemins creux, vers Coronmeuse. Sur la rive, en face : la villa romaine Jobvilla de Jupille et la vallée qui permet de monter à Herve où on l'appelle chaussée Charlemagne. Pour aller à Trèves on empruntait la voie des Ardennes.
Voir: Chaussée romaine de Tongres à Herstal